# Roquebrun
Roquebrun ist eine südfranzösische Gemeinde im Département Hérault in der Region Okzitanien. Sie hat 603 Einwohner (Stand 1. Januar 2022).

## Geografie
Roquebrun liegt im Tal des Orb auf durchschnittlich 79 Meter ü. d. M. zwischen den großen südfranzösischen Städten Toulouse und Montpellier. Der Ort liegt an der Straße von Béziers nach Olargues und hat eine Fläche von fast 4000 ha. Das Gemeindegebiet gehört zum Regionalen Naturpark Haut-Languedoc.

## Bevölkerungsentwicklung
| Jahr                       | 1962 | 1968 | 1975 | 1982 | 1990 | 1999 | 2008 | 2017 |
| Einwohner                  | 723  | 663  | 569  | 573  | 550  | 576  | 535  | 605  |
| Quellen: Cassini und INSEE |      |      |      |      |      |      |      |      |

## Weinanbau
In Roquebrun herrscht ein mediterranes Mikroklima – hier wachsen Orangen, Zitronen, Lorbeer und Mimosen. Die Schieferböden speichern Flüssigkeit und Wärme gleichermaßen, was dem Weinbau entgegenkommt. Der Weinbau stellt die Haupteinnahmequelle dar. Die hauptsächlich angebauten Rebsorten sind Syrah, Grenache, Mourvèdre, Carignan und Grenache blanc. Die Winzer verpflichten sich, alle Trauben von Hand zu pflücken. Das Anbaugebiet gehört zur Appellation Saint Chinian (AOC).
Außerdem wird aus dem Roches-Noires-Rotwein ein Weinbrand (40 %) hergestellt, der neun Jahre im Eichenfass reift: der Roche Brune XO Eau de vie du Languedoc.

## Kultur und Sehenswürdigkeiten
- Reste und gut erhaltener Donjon einer Burg aus der Karolingerzeit (erbaut um das 10. Jahrhundert)
- am Fuß der Burgruine wurde im Jahre 1986 ein mediterraner botanischer Garten mit über 400 Baum- und Pflanzenarten angelegt.
- mittelalterliche Mühle am Orbufer

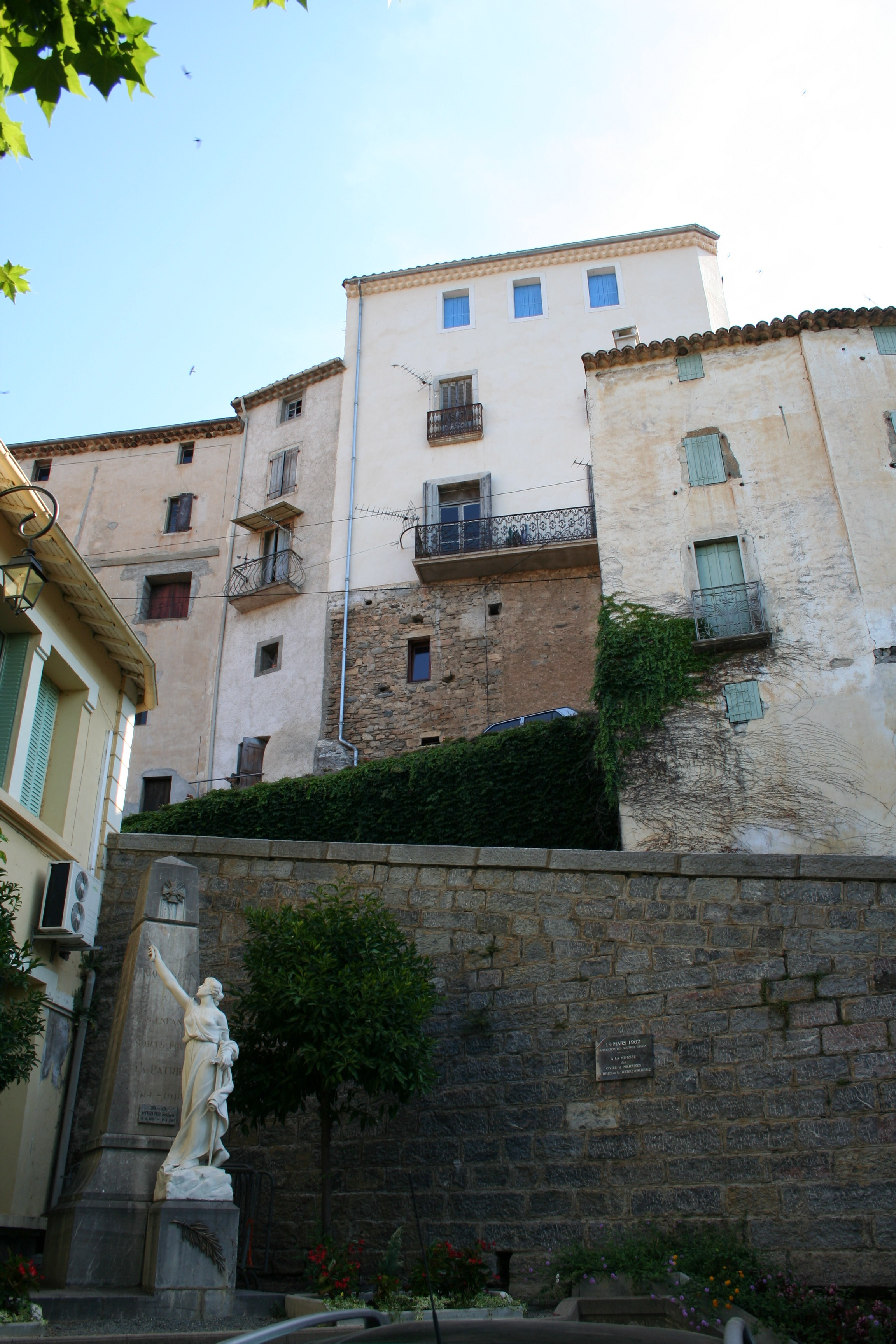
Platz
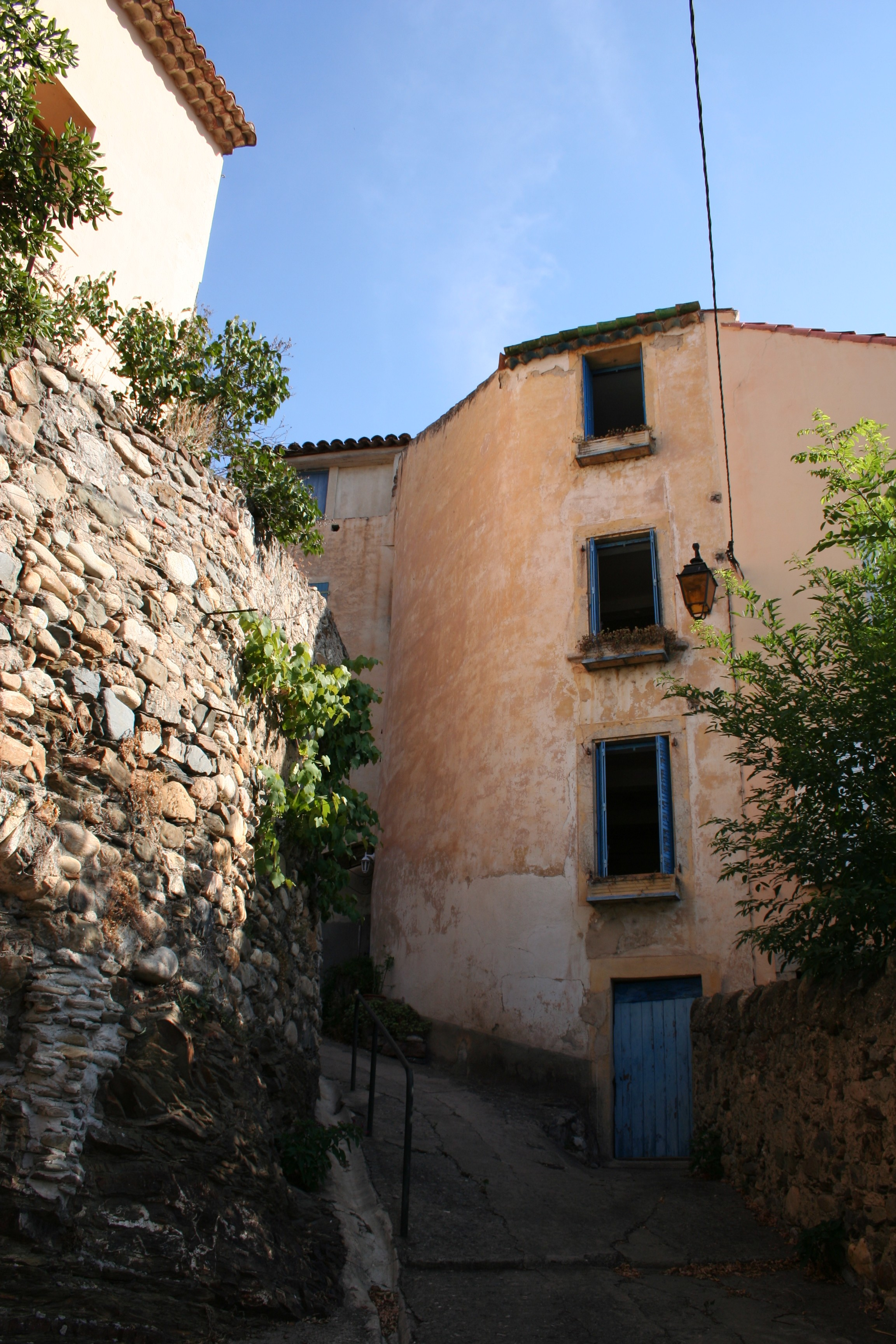
Typische kleine Gasse
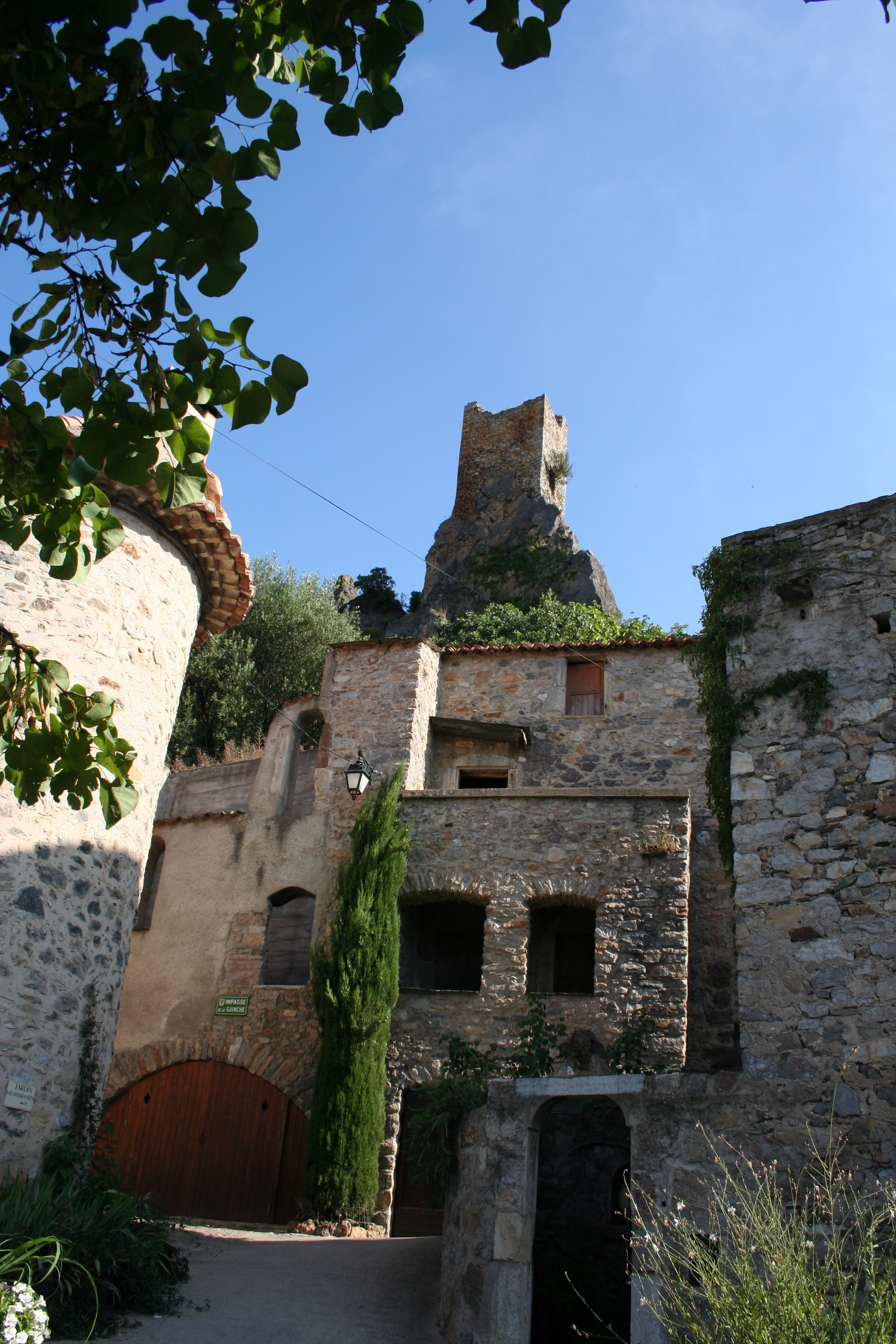
Ruine des Donjons aus der Zeit der Karolinger
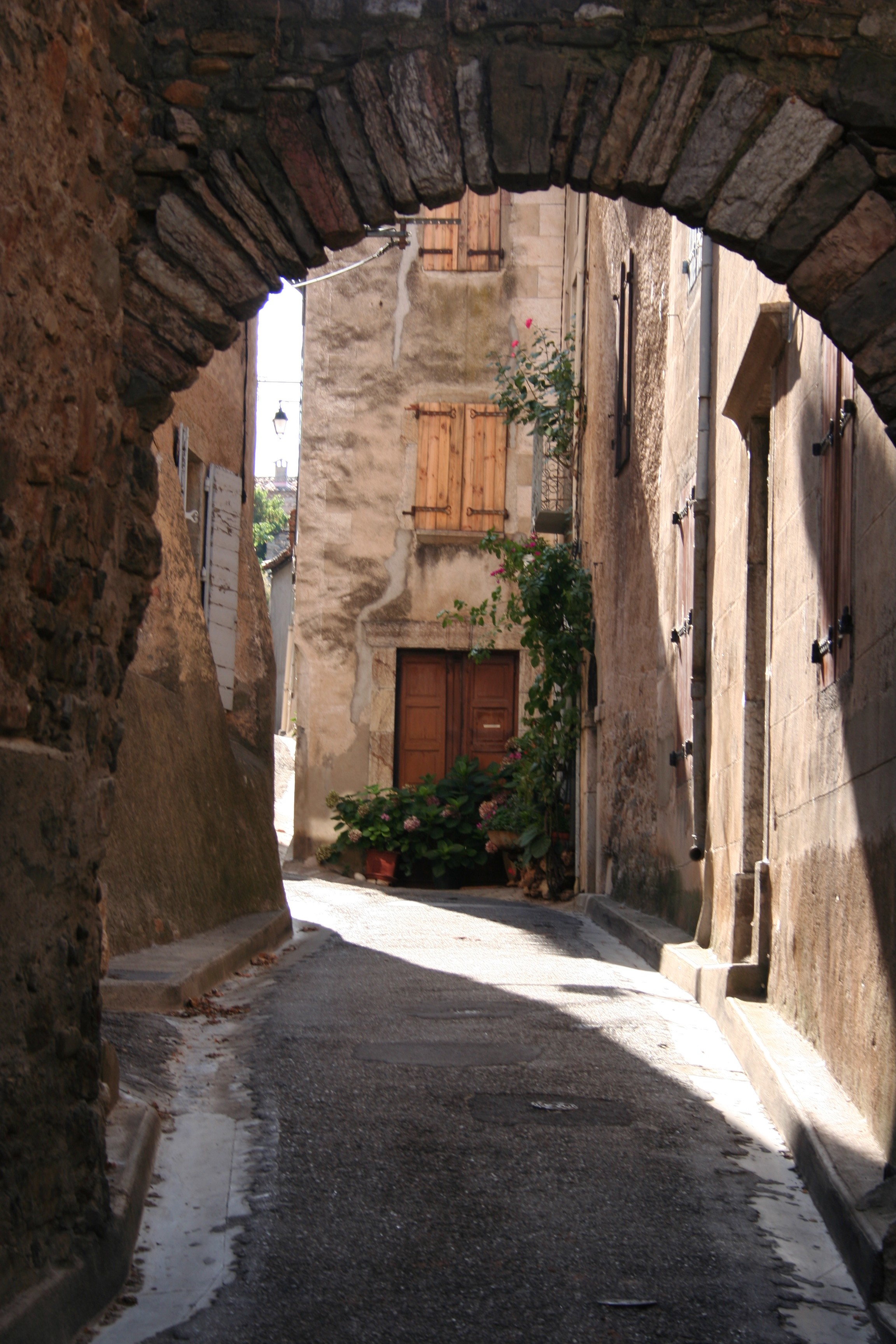
Mittelalterliche Gasse
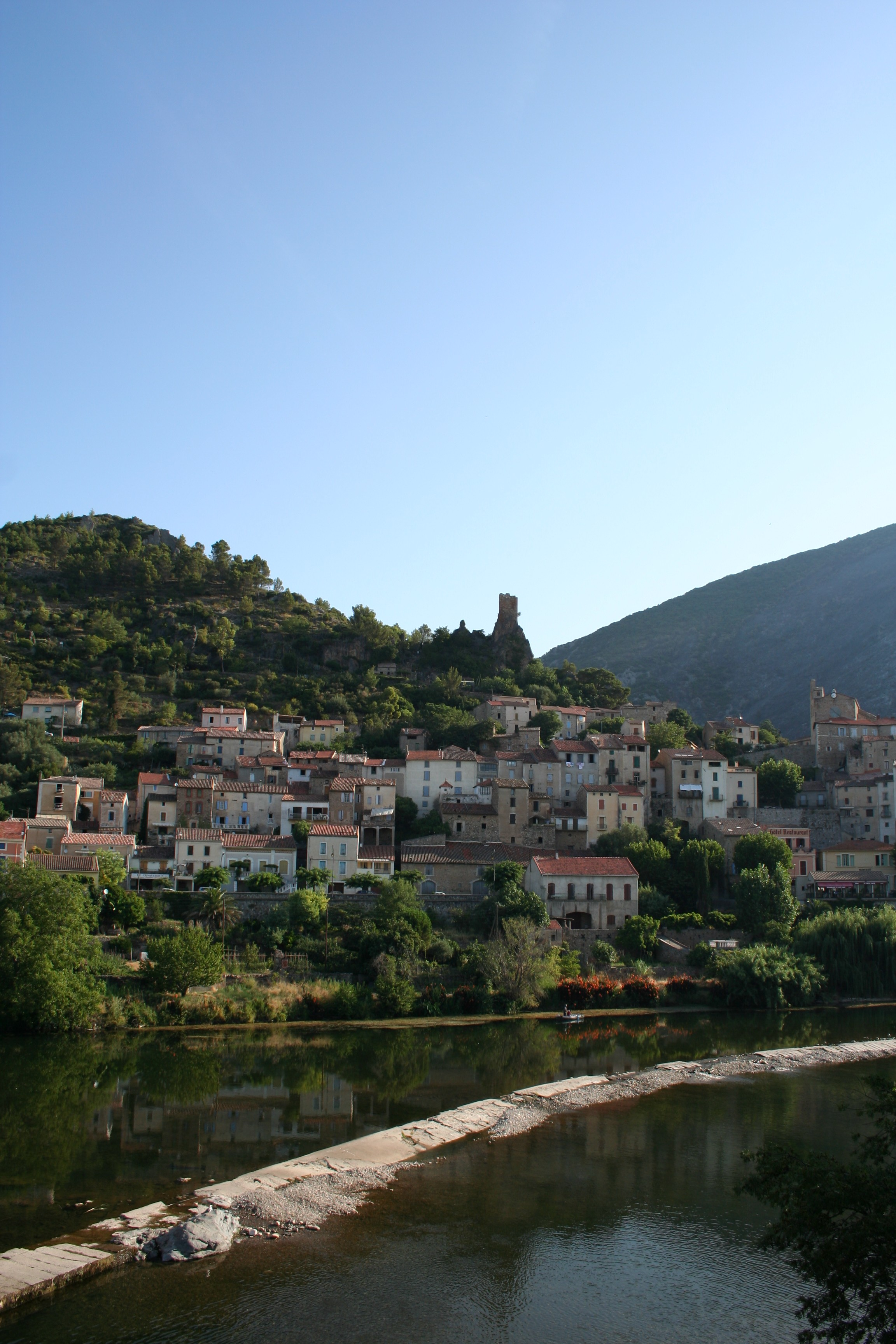
Dorf von der Brücke aus
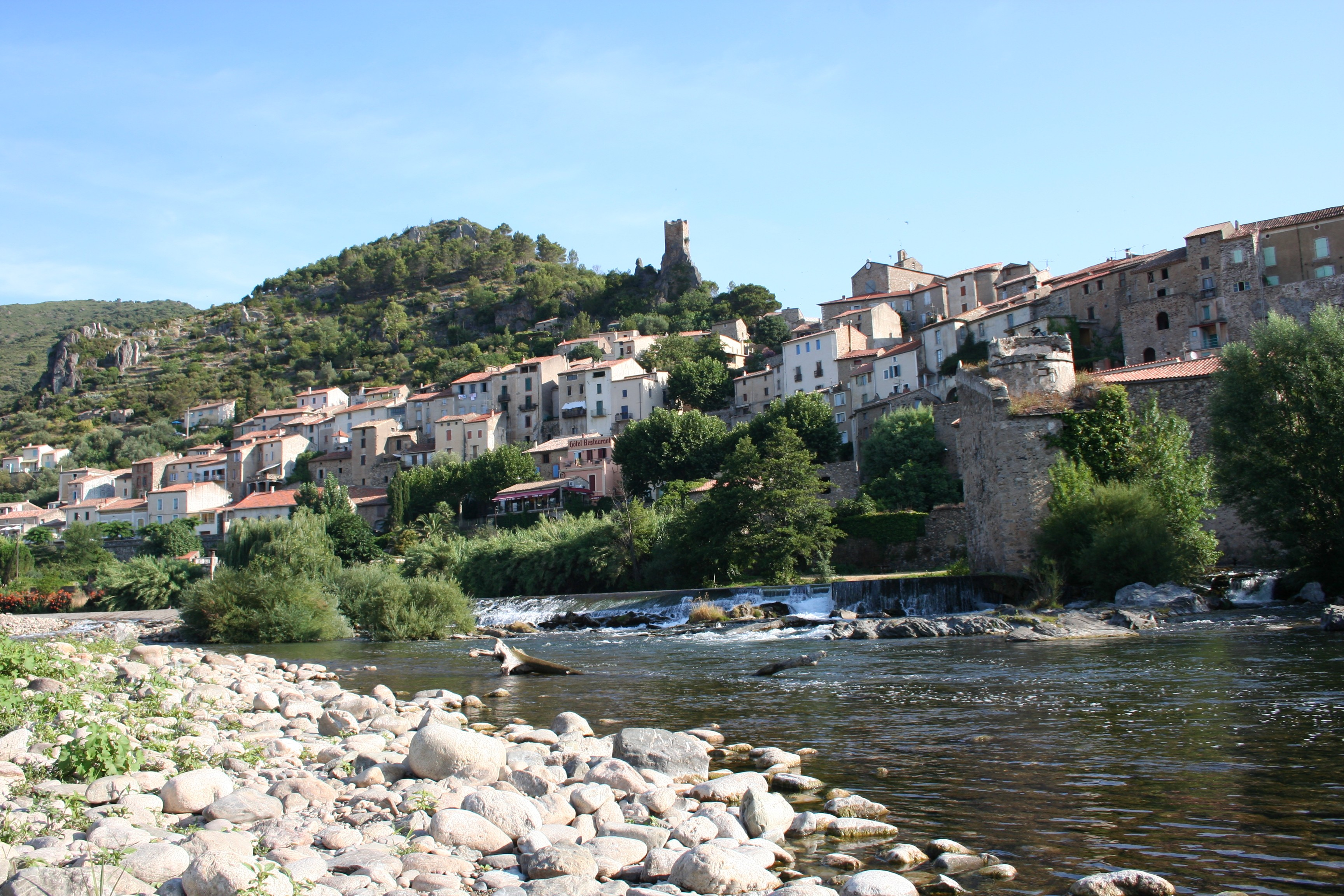
Ehemalige Mühle am Fluss Orb
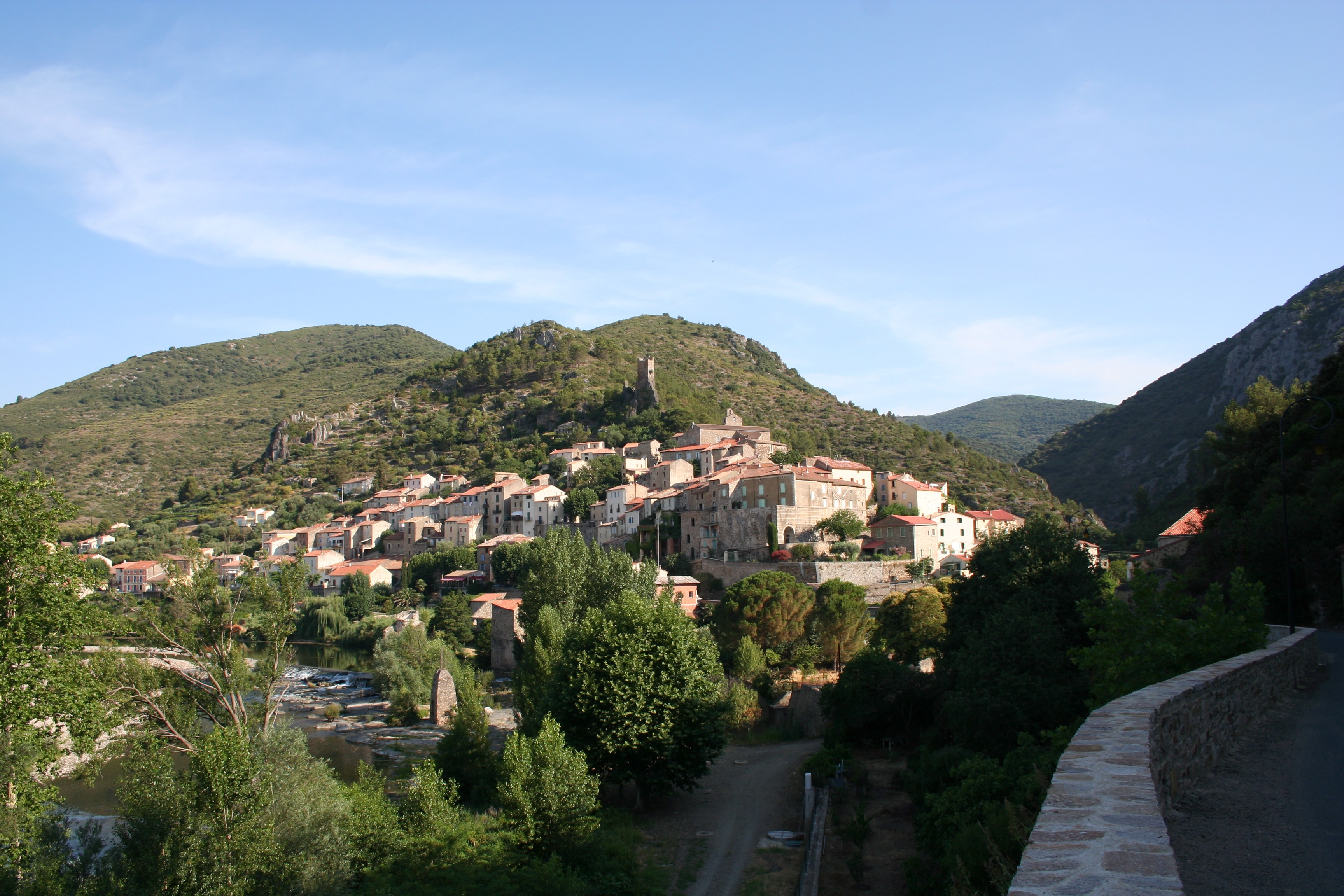
Roquebrun
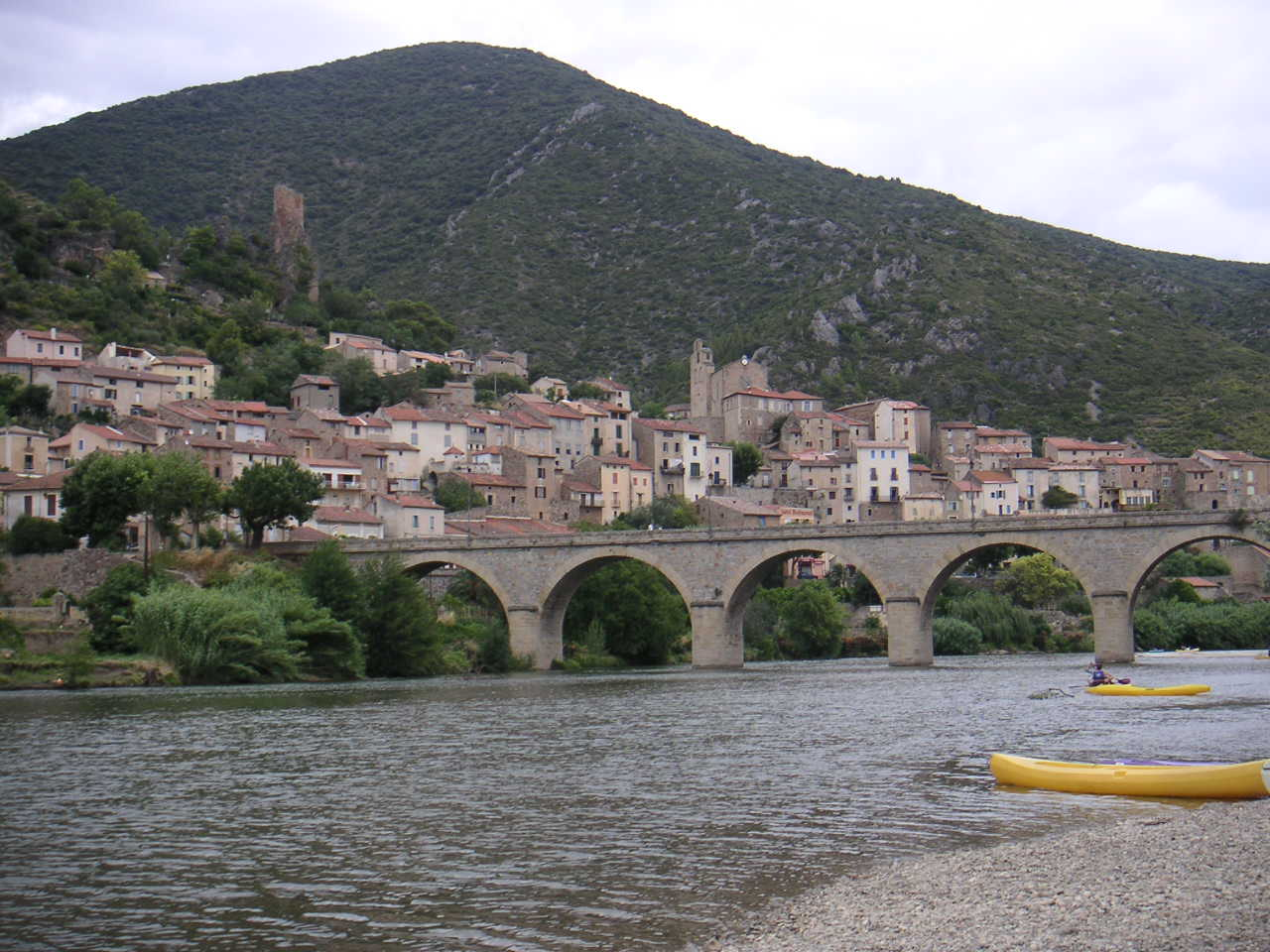
Ansicht des Orb in Roquebrun

## Persönlichkeiten
Der ehemalige NATO-Generalsekretär Anders Fogh Rasmussen (* 1953) verbringt regelmäßig seinen Sommerurlaub in der Gemeinde.